# 恩克塞鹽沼國家公園
恩克塞鹽沼國家公園是非洲南部國家博茨瓦納的國家公園，位於該國東北部，距離馬翁136公里，佔地2,578平方公里，建於1992年，野生動物有獅子、大耳狐、黑背胡狼、長頸鹿、高角羚和跳羚。

## 外部連結
- Nxai Pan National Park general information （页面存档备份，存于）